# باباحصاري (مقاطعة فامنين)
باباحصاري (بالفارسية: باباحصاری) هي مستوطنة تقع في قسم بيشخور الريفي (مقاطعة فامنين) في إيران. يقدر عدد سكانها بـ 125 نسمة .